# Epacris longiflora
Espèce
Classification phylogénétique
Epacris longiflora est une espèce de plantes à fleurs de la famille des Ericaceae. C'est un buisson de 50 cm à 2 m de haut que l'on trouve en Australie dans les régions côtières depuis le centre de la Nouvelle-Galles du Sud jusqu'au sud du Queensland.
Ses longues fleurs tubulaires lui ont valu le nom de longiflora et sont présentes la plus grande partie de l'année.